# Pont Saint-André

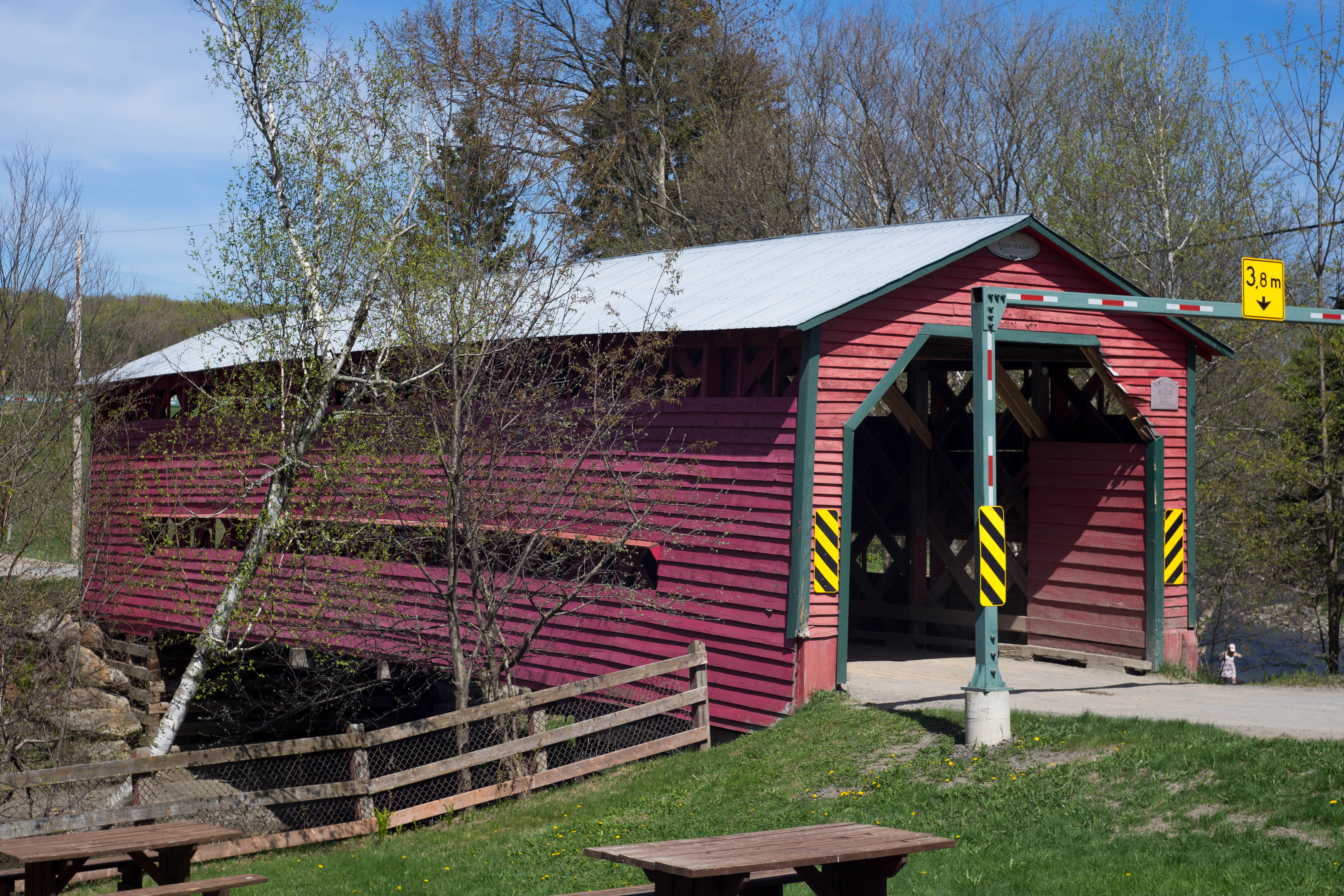
Pont Saint-André (2020-05-24)

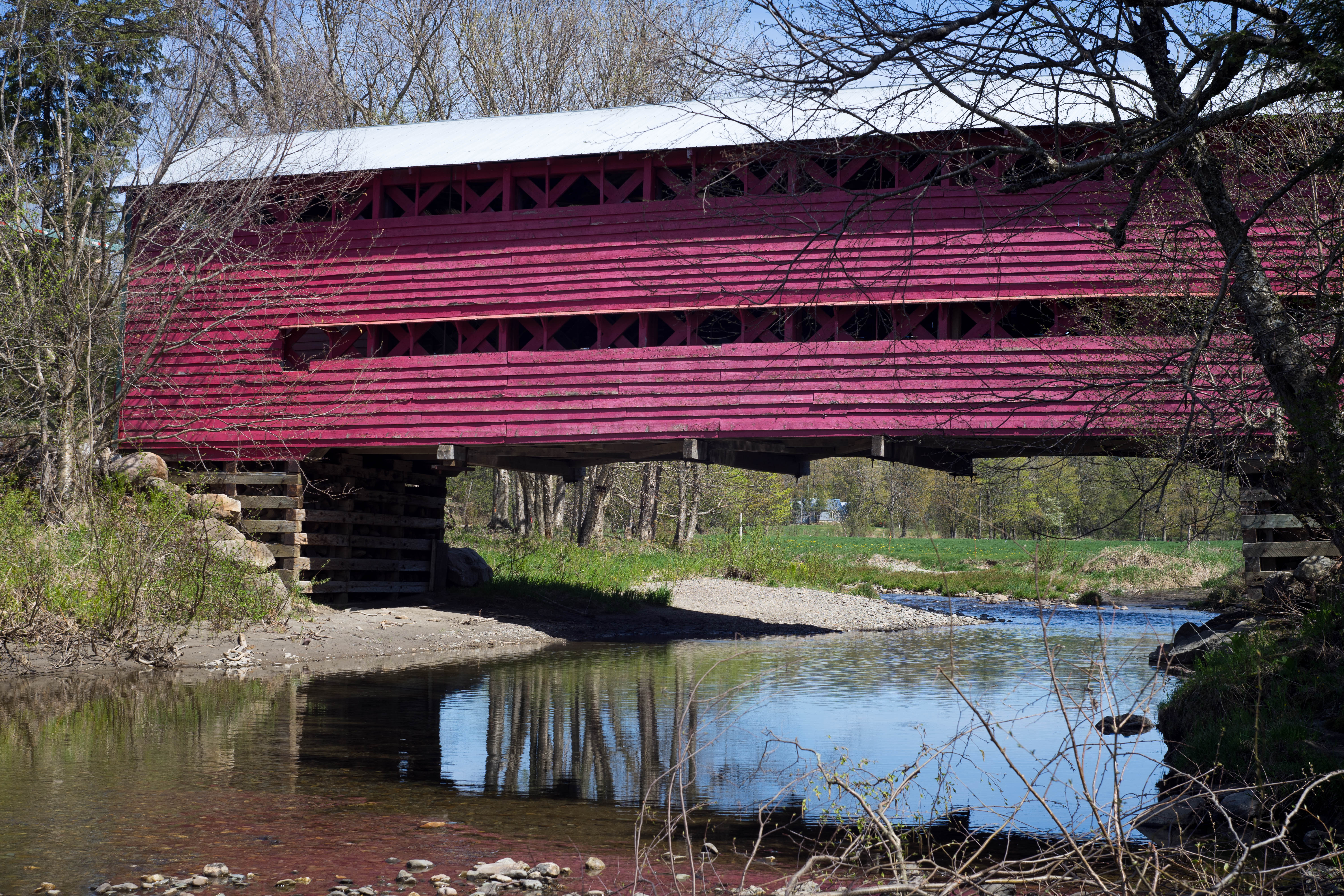
Rivière Falkars sous le pont Saint-André (2020-05-24)

Le pont Saint-André est un pont qui se situe à Saint-Sylvestre au Québec. Il a 24,08 m de long, 3,94 m de haut au portique, 5,94 m de largeur hors-tout et 4,19 m de largeur carrossable.

## Histoire
Le pont fut construit en 1927 et une halte routière fut aménagée en 1992.

## Toponyme
Le nom du pont vient de la concession Saint-André.

## Couleur
Il est de couleur rouge avec des garnitures vertes. Il fut anciennement bleu avec des garnitures rouges.